# میراث آلبرتا
میراث آلبرتا مجموعه‌ای مستند به کارگردانی و روایت حسین شمقدری دربارهٔ مهاجرت نخبگان از ایران است. تا سال ۱۳۹۷ سه قسمت از این مستند ساخته و اکران شده‌است. قسمت اول این مستند در سال ۱۳۹۰ در دوره سی‌ام و قسمت دوم آن نیز با عنوان «میراث آلبرتا ۲، روایت اروپایی» در سال ۱۳۹۱ در سی و یکمین دوره جشنواره فیلم فجر به نمایش درآمد.
هشت ماه قبل از انتشار این فیلم در اینترنت، قسمت کوچکی از یک آن در فضای اینترنت منتشر شد، محتوای این فیلم ۱۴ دقیقه‌ای مشخصا به مشکل «فرار مغزها» و دلایل خروج نخبگان از ایران اختصاص داشت، موضوعی که با توجه به گزینش هدفمند قسمتهای خاص فیلم، برای همگی ایرانیان – چه در داخل و چه در خارج – جذاب و آشنا بود.

## نام
آلبرتا نام استانی در کانادا است و همچنین دانشگاهی به همین نام در این استان وجود دارد.

## موضوع
موضوع این فیلم، مهاجرت دانشجوهای مستعد ایرانی نخبه به کشورهای غربی و به خصوص آمریکا است و این فیلم در مرکز مستند سفیر ساخته شده‌است که عوامل تهیه این فیلم محمد حسن مددی و حسین شمقدری هستند. حسین شمقدری که خود از دانشجویان ممتاز دانشگاه صنعتی شریف است، این مستند را با تمرکز بر روی دانشجویان این دانشگاه که از قضا به مهاجرت هم شهره‌اند ساخته‌است. این فیلم در بخش آثار مستند بلند در سی امین جشنوارهٔ بین‌المللی فیلم فجر، در کنار ۱۹ فیلم دیگر برای حضور در بخش مسابقه برگزیده شد ولی درهیچ یک از زمینه‌ها کاندید دریافت جایزه نشد. او می‌گوید پنج ماه برای ساخت این فیلم وقت صرف شده‌است.

## میراث آلبرتا ۲، روایت اروپایی
سری دوم مستند میراث آلبرتا تحت عنوان «میراث آلبرتا ۲، روایت اروپایی» شرایط زندگی و تحصیل دانشجویان ایرانی در سه کشور فرانسه، سوییس و آلمان را روایت می‌کند. این مستند در سی و یکمین دوره جشنواره فیلم فجر به نمایش درآمد.

## میراث آلبرتا ۳
تحقیق و پژوهش سومین قسمت از مستند میراث آلبرتا در سال ۱۳۹۲ با موضوع «مهاجرت نخبگان به آمریکا و راهکارهای استفاده از ظرفیت‌های نخبگان مهاجرت‌کرده» در جریان بود. تیم سازنده مستند در اوایل سال ۱۳۹۳ در تدارک سفر به آمریکا برای انجام مراحل پیش تولید مستند بود که شمقدری کارگردان در خرداد آن سال از عدم صدور ویزا برای سه نفر از گروه ۴ نفره سازنده این مستند توسط آمریکا خبر داد. همچنین او در تیر ۱۳۹۳ از آغاز فیلمبرداری این مستند در مهر این سال همزمان با آغاز سال تحصیلی و باز شدن دانشگاه‌ها در آمریکا خبر داد و علت انتخاب آمریکا برای ساخت قسمت سوم مستند را تبدیل شدن این کشور به آنچه او «مهد آرزوی برخی افراد» نامید و نیز جمع شدن نخبگان در این کشور اعلام کرد. اما در نهایت این قسمت از مستند نیز در اروپا و در کشورهای آلمان، فرانسه، نروژ و هلند فیلمبرداری و ساخته شد. به گفته شمقدری در این مستند به شرایط ازدواج، زندگی، استخدام، کار و فرزندان مهاجران پرداخته شده‌است. او همچنین علت تغییر مکان فیلم‌بردای مستند از آمریکا به اروپا را شناخت بهترش از اروپا و راحت‌تربودن ارتباط با مردم و ورود به عمق زندگی‌یشان در این قاره در مقایسه با آمریکا دانست.

## نقدها
میلاد دخانچی کارگردان مستند نیویورک زیرزمینی در نوشته‌ای دربارهٔ مستند میراث آلبرتا اینگونه می‌نویسد که فیلمی که با استاندارهای یک فیلم دانشجویی، اصلاً آماتور به نظر نمی‌رسد. روایت خوب، تدوینی قابل قبول، تنوع تصویری و ریتم خوب و پخش موفق در فضای سایبر همه از میراث آلبرتا یک فیلم قابل اعتنا می‌سازند که باید آن را دید و اگر نه محتوای فیلم، بلکه خود فیلم را به مثابهٔ یک پدیدهٔ رسانه‌ای جدید مورد تحلیل قرارداد. واقعیت این است که اگر در کشور ما چند دانشجوی رشته مهندسی از سر دغدغه‌مندی دور هم جمع می‌شوند و فیلمی این چنین می‌سازند این بسیار جای تقدیر و خوشحالی دارد. این اتفاق بسیار مبارکی است. اما آیا میراث آلبرتا تنها یک فیلم دانشجویی است؟

## نظرها دربارهٔ مستند
حسین شمقدری دربارهٔ این فیلم می‌گوید:
«فرار مغزها موضوع اصلی این فیلم است و راوی مستند هم خودم هستم. این فیلم به فرار مغزها به بهانه ادامه تحصیل در آمریکا و کانادا اشاره دارد به این معنا که اغلب دانشجویان که رتبه بالای دویست دارند و اغلب در رشته‌های فنی و ریاضی دانشگاه شریف تحصیل می‌کنند برای ادامه تحصیل به خارج از کشور کوچ می‌کنند و بسیاری از این مهاجران تحصیل کرده دیگر تمایلی به برگشت ندارند.»
شمقدری همچنین در پاسخ به این سؤال که چرا میراث آلبرتا با وجود انتقادات تندی که مطرح می‌کند اما با مشکل ممیزی مواجه نمی‌شود و حتی در جشنواره عمار هم جایزه می‌گیرد گفت: واقعیت این است که «میراث آلبرتا» علی‌رغم اینکه انتقادات تندی را مطرح می‌کند اما خیر و صلاح کشور را هم می‌خواهد و نسبت به جامعه دلسوز است. سازنده این فیلم خودش را به ایران عزیز متعهد می‌داند اما نسبت به برخی کاستی‌ها انتقاد دارد. داشتن رویکرد خیرخواهانه باعث شده که فیلم پذیرفته شده و به سازندگانش اعتماد شود.

## مصاحبه‌شوندگان
- محمود احمدی‌نژاد، رئیس‌جمهور پیشین ایران
- علینقی مشایخی، استاد دانشکده مدیریت و اقتصاد دانشگاه صنعتی شریف
- شروین تقوی لاریجانی، دانشمند پژوهشی فیزیک اتمی و مخترع سابق ناسا و استاد مؤسسه فناوری کالیفرنیا
- محمد مهدی نایبی، استاد دانشکده مهندسی برق دانشگاه صنعتی شریف